# Casa del Pueblo (Lima)
La Casa del Pueblo es la sede central del Partido Aprista Peruano, así como un local destinado a brindar servicio social. Las actividades son de estudio, recreación, atención a la salud y comedor popular.

## Historia
Antiguamente la Casa del Pueblo se encontraba en la calle Belén 1065, cerca la Plaza San Martín. Desde 1948 el Comando Central del Partido Aprista Peruano en la ciudad de Lima y está ubicada en una antigua casona en la Av. Alfonso Ugarte. Se adquirió tras una intensa colecta partidaria bajo la influencia del propio Víctor Raúl Haya de la Torre. Este predio es un símbolo histórico del Partido Aprista y además sus instalaciones son parte de los lugares usados por los sindicalistas para dar cuenta de su labor.
En 1979, y por motivo de su fallecimiento, Haya de la Torre fue velado en el interior del recinto, antes de ser finalmente trasladado y enterrado en el Cementerio General de Miraflores, en su natal Trujillo.
Durante las dictaduras peruanas, la Casa del Pueblo fue atacada y tomada; como por ejemplo en 1992 por durante el gobierno de Alberto Fujimori, quien ordenó intervenirla militarmente.
Del 17 al 19 de abril de 2019 se realizó el funeral del expresidente aprista Alan García.

## Descripción
El local central se ubica en Lima, en una avenida conocida como la Avenida de los Pañuelos Blancos, como reconocimiento popular a la presencia del aprismo en la capital peruana, en alusión al ritual aprista de saludar a sus líderes con pañuelos blancos, símbolo de la lealtad y fraternidad.
La Casa del Pueblo tiene varias salas y un gran "Aula Magna", donde reza: "Sólo Dios salvará mi alma y sólo el aprismo salvará al Perú". En el edificio principal, en el primer piso esta la Jefatura, donde Víctor Raúl Haya de la Torre escuchaba al pueblo, y la Dirección Nacional de Política. En el segundo piso se encuentra las oficinas del Presidencia del Partido, la Secretaría Generales, la Gerencia General y el Tribunal de Ética Moral.
Cerca al patio se encuentra las aulas de La Escuela Nacional de Oratoria y también la Academia Preuniversitaria Antenor Orrego, nombrado en homenaje al filósofo aprista.